# Loft (película)
Loft (ロフト Rofuto?) es una película de terror japonés del 2005 dirigida por Kiyoshi Kurosawa.

## Trama
Reiko Hatuna, una escritora premiada, se traslada a una casa suburbana tranquila para terminar su nueva novela. Una noche se ve a un hombre en un almacén transportando un objeto envuelto en tela. Ella descubre que él es Makoto Yoshioka, un arqueólogo investiga antiguas momias, y que fue objeto de una momia descubierta recientemente. Trabajando tarde en su libro, ve un fantasma y se entera de que su habitación una vez perteneció a una mujer que desapareció.

## Reparto
- Miki Nakatani - Reiko Hatuna
- Etsushi Toyokawa - Makoto Yoshioka
- Hidetoshi Nishijima  - Koichi Kijima
- Yumi Adachi - Aya
- Sawa Suzuki - Megumi Nonomura